# Любовью за любовь (балет)
«Любо́вью за любо́вь», соч. 24 — балет Тихона Хренникова в двух действиях на либретто Веры Боккадоро и Бориса Покровского по мотивам комедии Уильяма Шекспира «Много шума из ничего». Хореография Веры Боккадоро, сценография Николая Золотарёва. Премьера состоялась 30 января 1976 года на сцене Большого театра, главные партии исполняли Татьяна Голикова (Геро), Александр Годунов (Клавдио ), Нина Тимофеева (Беатриче), Юрий Владимиров (Бенедикт), Николай Фёдоров (Дон Хуан), дирижёр — Александр Копылов.

## История создания
Идея постановки балета по пьесе Уильяма Шекспира «Много шума из ничего» принадлежит оперному режиссёру Большого театра Борису Покровскому. Он же, совместно с хореографом Верой Боккадоро, стал и автором либретто. Музыку к балету написал композитор Тихон Хренников, основываясь своём музыкальном материале к спектаклю «Много шума из ничего» 1936 года в Театре имени Е. Б. Вахтангова.
Балет «Любовью за любовь» хотя и не стал сенсацией в театральном мире, находился в репертуаре Большого театра в течение восемнадцати лет (последнее представление было дано 11 декабря 1994 года, всего спектакль прошёл 179 раз). Представляя редкий для балета этого театра комедийный жанр, спектакль изобиловал яркими и образными танцевальными партиями, в которых отметились почти все ведущие солисты того времени. Критика отмечала, что «В соответствии с музыкой хореографию балета отличает лёгкость, грациозность и изящество, тонкость танцевального рисунка, остроумие».
Позднее музыка легла в основу одноименного музыкального фильма.

## Действующие лица
- Геро
- Клавдио
- Беатриче
- Бенедикт
- Дон Хуан
- Борахио
- Герцог
- Леонато
- Служанка
- Конрад
- Девушки
- Юноши
- Стражники

Действие происходит в Мессине в XVI веке.

## Сценическая жизнь

### Большой театр
Премьера  прошла 30 января 1976 года. Балетмейстер-постановщик Вера Боккадоро, художник-постановщик Николай Золотарёв, дирижёр-постановщик Александр Копылов.
Действующие лица
- Геро — Татьяна Голикова, (затем Нина Сорокина, Надежда Павлова, Людмила Семеняка, Наталья Архипова, Элина Пальшина, Рика Ишии)
- Клавдио — Александр Годунов, (затем Вячеслав Гордеев, Андрей Кондратов, Марис Лиепа, Михаил Лавровский, Валерий Анисимов, Андрей Федотов, Руслан Пронин)
- Беатриче — Нина Тимофеева, (затем Светлана Адырхаева, Марина Леонова, Людмила Семеняка, Инна Петрова, Рика Ишии)
- Бенедикт — Юрий Владимиров, (затем Михаил Цивин, Виктор Барыкин, Андрис Лиепа, Николай Дорохов, Сергей Филин, Юрий Клевцов, Илья Рыжаков)
- Дон Хуан — Николай Фёдоров, (затем Валерий Лагунов, Сергей Бобров, Николай Цискаридзе)
- Борахио — Василий Ворохобко
- Герцог — Василий Смольцов
- Леонато — Александр Холфин
- Служанка — Елена Черкасская
- Конрад — Юрий Ветров, (затем Александр Петухов)

### Постановки в других театрах
1979 — Куйбышевский театр оперы и балета, балетмейстер-постановщик Наталья Конюс, художник-постановщик Николай Золотарёв, дирижёр-постановщик Лев Оссовский.
Действующие лица
- Геро — Лариса Синцова
- Клавдио — Михаил Козловский
- Беатриче — Ольга Гимадеева
- Бенедикт — Наиль Гимадеев
- Марго — Наталья Шикарева
- Борачио — Геннадий Акачёнок

1980 — Днепропетровский театр оперы и балета, балетмейстер-постановщик Зоя Кавац.
1981 — Чувашский музыкальный театр, балетмейстер-постановщик Алексей Андреев.
1983 — Горьковский театр оперы и балета, балетмейстер-постановщик Вахапжан Салимбаев.
1984 — Петрозаводский музыкальный театр, балетмейстер-постановщик Дмитрий Тхоржевский, художник-постановщик Виктор Вольский.
2016 —  Красноярский театр оперы и балета